# Брэди, Дженнифер
Дженнифер Брэди (англ. Jennifer Brady; род. 12 апреля 1995, Гаррисберг) — американская теннисистка; финалистка Открытого чемпионата Австралии-2021; победительница двух турниров WTA (из них один в одиночном разряде).

## Общая информация
Брэди ранее училась в Калифорнийском университете в Лос-Анджелесе (UCLA), дебютировала в теннисной команде Bruins осенью 2013 года.
На первом курсе Калифорнийского университета в Лос-Анджелесе она помогла своей команде выиграть национальный чемпионат по теннису среди женщин 2014 года в Афинах, штат Джорджия. Она закончила свой второй год обучения в колледже, когда официально стала профессиональной теннисисткой.

## Спортивная карьера

### 2014 год
В своей карьере Брэди выиграла четыре титула в одиночном разряде и четыре титула в парном разряде в туре ITF.
Брэди дебютировала в туре WTA на Открытом чемпионате США по теннису 2014, получив «уайлд-кард» в парный разряд вместе с Самантой Кроуфорд.

### 2015 год
Она впервые сыграла в основной сетке турнира WTA на Carlsbad (California) Classic в ноябре 2015 года, достигнув полуфинала. В сентябре 2016 года она вышла в четвертьфинал одиночного турнира в китайском Гуанчжоу. Там же вышла в четвертьфинал турнира в парном разряде.

### 2016 год
2016 год Дженнифер Брэди начала на турнире в Мауи, но проиграла в первом же матче Саманте Кроуфорд со счетом 1-6 7-6 2-6.
В мае Брэди выступала на турнире Indian Harbour Beach (США), на этом турнире смогла добраться до финала и выиграть титул, в финале Дженнифер Брэди играла с теннисисткой Таунсенд Тейлор (США) матч закончился со счетом 2:0.
В конце мая Брэди играла квалификацию на Открытом чемпионате Франции. Дженнифер не смогла преодолеть эту стадию проиграв теннисистке Даниэле Гантуховой со счетом 2:0.
В августе Дженнифер выступала на турнире Гранби (Канада). Дженнифер Брэди выиграла этот турнир обыграв в финале теннисистку Ольгу Говорцову (Беларусь) со счетом 2:0 (7:5 6:2).
В октябре Брэди отправилась на турнир Сагеней (Канада) и смогла добраться до полуфинала где проиграла Бьянке Андрееску со счетом 1:2.

### 2017 год
Брэди впервые попала в основную сетку турнира Большого шлема в одиночном разряде на Открытом чемпионате Австралии 2017 после победы в трех матчах. В основной сетке Брэди победила Марину Заневскую, Хизер Уотсон и 14-ю сеянную Елену Веснину. Завершила турнир в четвертом раунде проигрышем Мирьяне Лучич-Барони.
Благодаря своему успеху на кортах Мельбурна Брэди смогла получить место в основной сетке оставшихся трех турниров Большого шлема. На Открытом чемпионате Франции Брэди проиграла матч первого раунда 13-й сеянной Кристине Младенович. На Уимблдоне Брэди проиграла во втором раунде 8-й сеянной Доминике Цибулковой. В Нью-Йорке Брэди победила Андрея Петкович в первом раунде, 23-ю сеянную Барбору Стрыцову во втором раунде и Монику Никулеску в третьем раунде. Столкнувшись в четвертом раунде с сеянной Каролиной Плишковой, Брэди была побеждена 1-6 0-6.

### 2018 год
В апреле 2018 года Дженнифер Брэди отправилась на турнир Мидленд (США), в котором смогла добраться до полуфинала, где на ее пути встала Джейми Лоб. Продолжительность матча была 1 час 53 минуты, в этом матче Дженнифер Брэди проиграла со счетом 2:1 (7:5 4:6 6:4).

### 2019 год
На Открытом чемпионате США 2019 года проиграла в первом раунде Александре Саснович в трёх сетах.

### 2020 год
На Открытом чемпионате Австралии Брэди проиграла в первом круге Симоне Халеп (6-7(5-7) 1-6).
В феврале на турнире серии Premier в Дубае Дженнифер прошла квалификацию и дошла до полуфинала, где уступила Симоне Халеп 2-6 0-6.
В августе Брэди победила на турнире серии International в Лексингтоне, выиграв пять матчей подряд в двух сетах.
При посеве на Открытом чемпионате США Брэди занимала 41-ю строчку рейтинга, но из-за отсутствия ряда лидеров была посеяна под 28-м номером. Брэди выиграла пять матчей подряд, не отдав ни одного сета, в том числе победив 23-ю ракетку мира Анжелику Кербер в 4-м круге (6-1 6-4) и 33-ю ракетку мира Юлию Путинцеву в четвертьфинале (6-3 6-2). В полуфинале Брэди проиграла Наоми Осаке со счётом 6-7(1-7) 6-3 3-6, прервав свою серию из 10 подряд выигранных матчей со счётом 2-0.

### 2021 год
На Открытом чемпионате Австралии была посеяна под 22-м номером. Первые 4 круга прошла, не отдав соперницам ни одного сета, в том числе в четвёртом круге в матче с Донной Векич (6-1 7-5). В четвертьфинале обыграла американку Джессику Пегулу (4-6 6-2 6-1), а в полуфинале была сильнее чешки Каролины Муховой (6-4 3-6 6-4). В финале Дженнифер проиграла Наоми Осаке (4-6 3-6). По итогам турнира поднялась на высшую в карьере 13-ю строчку рейтинга.

## Итоговое место в рейтинге WTA по годам
| Год  | Одиночный рейтинг | Парный рейтинг |
| 2021 | 25                | 81             |
| 2020 | 24                | 72             |
| 2019 | 56                | 50             |
| 2018 | 116               | 75             |
| 2017 | 64                | 209            |
| 2016 | 111               | 380            |
| 2015 | 229               | 307            |
| 2014 | 267               | 487            |
| 2013 | 600               | 1 236          |
| 2011 |                   | 714            |

## Выступления на турнирах

### Финалы турниров Большого шлема в одиночном разряде (1)

#### Поражения (1)
| №  | Год  | Турнир                       | Покрытие | Соперница в финале | Счёт    |
| 1. | 2021 | Открытый чемпионат Австралии | Хард     | Наоми Осака        | 4-6 3-6 |

### Финалы турнировWTAв одиночном разряде (2)

#### Победы (1)
| Легенда:                                   |
| ------------------------------------------ |
| Турниры Большого шлема (0*)                |
| Олимпиада (0)                              |
| Итоговый турнир WTA (0)                    |
| Premier Mandatory / WTA 1000 Mandatory (0) |
| Premier 5 / WTA 1000 (0)                   |
| Premier / WTA 500 (0+1)                    |
| International / WTA 250 (1)                |

| Титулы по покрытиям | Титулы по месту проведения матчей турнира |
| ------------------- | ----------------------------------------- |
| Хард (1*)           | Зал (0)                                   |
| Грунт (0+1)         | Зал (0)                                   |
| Трава (0)           | Открытый воздух (1+1)                     |
| Ковёр (0)           | Открытый воздух (1+1)                     |

* количество побед в одиночном разряде + количество побед в парном разряде.
| №  | Дата            | Турнир          | Покрытие | Соперница в финале | Счёт    |
| 1. | 16 августа 2020 | Лексингтон, США | Хард     | Джил Тайхман       | 6-3 6-4 |

#### Поражения (1)
| №  | Дата            | Турнир                       | Покрытие | Соперница в финале | Счёт    |
| 7. | 20 февраля 2021 | Открытый чемпионат Австралии | Хард     | Наоми Осака        | 4-6 3-6 |

### Финалы турнировWTA 125иITFв одиночном разряде (7)

#### Победы (4)
| Легенда:                    |
| --------------------------- |
| WTA 125 (0*)                |
| 100.000 USD (0+1)           |
| 80.000 (75.000**) USD (1)   |
| 60.000 (50.000**) USD (1)   |
| 25.000 USD (2+2)            |
| 15.000 (10.000**) USD (0+2) |

** призовой фонд до 2017 года
| Титулы по покрытиям | Титулы по месту проведения матчей турнира |
| ------------------- | ----------------------------------------- |
| Хард (3+2*)         | Зал (0)                                   |
| Грунт (1+2)         | Зал (0)                                   |
| Трава (0+1)         | Открытый воздух (4+5)                     |
| Ковёр (0)           | Открытый воздух (4+5)                     |

* количество побед в одиночном разряде + количество побед в парном разряде.
| №  | Дата             | Турнир                 | Покрытие | Соперница в финале | Счёт    |
| 1. | 14 сентября 2014 | Реддинг, США           | Хард     | Лорен Эмбри        | 6-2 6-1 |
| 2. | 18 октября 2015  | Рок-Хилл, США          | Хард     | Андреа Гамис       | 7-5 6-4 |
| 3. | 8 мая 2016       | Индиан-Харбор-Бич, США | Грунт    | Тейлор Таунсенд    | 6-3 7-5 |
| 4. | 7 августа 2016   | Гранби, Канада         | Хард     | Ольга Говорцова    | 7-5 6-2 |

#### Поражения (3)
| №  | Дата          | Турнир             | Покрытие | Соперница в финале | Счёт           |
| 1. | 2 ноября 2014 | Нью-Браунфелс, США | Хард     | Ирина Фалькони     | 6-7(3) 2-6     |
| 2. | 5 июля 2015   | Эль-Пасо, США      | Хард     | Джейми Лёб         | 7-6(7) 4-6 2-6 |
| 3. | 3 марта 2019  | Индиан-Уэллс, США  | Хард     | Виктория Голубич   | 6-3 5-7 3-6    |

### Финалы турнировWTAв парном разряде (1)

#### Победы (1)
| №  | Дата           | Турнир             | Покрытие | Партнёрша  | Соперницы в финале                 | Счёт           |
| 1. | 25 апреля 2021 | Штутгарт, Германия | Грунт    | Эшли Барти | Дезире Кравчик Бетани Маттек-Сандс | 6-4 5-7 [10-5] |

### Финалы турнировWTA 125иITFв парном разряде (6)

#### Победы (5)
| №  | Дата             | Турнир                   | Покрытие | Партнёрша         | Соперницы в финале            | Счёт           |
| 1. | 2 октября 2011   | Амелия-Айленд, США       | Грунт    | Кендаль Вудард    | Вэнь Синь Эрин Кларк          | 5-7 6-1 [10-7] |
| 2. | 30 октября 2011  | Монтего-Бей, Ямайка      | Грунт    | Никола Губнерова  | Иветта Лопес Химена Эрмосо    | 6-3 6-1        |
| 3. | 14 сентября 2014 | Реддинг, США             | Хард     | Лорен Эмбри       | Александра Фэйси Кэт Фэйси    | 6-3 6-2        |
| 4. | 5 июля 2015      | Эль-Пасо, США            | Хард     | Алекса Гуарачи    | Робин Андерсон Мейган Манассе | 3-6 6-3 [10-7] |
| 5. | 9 июня 2019      | Сербитон, Великобритания | Трава    | Кэролайн Доулхайд | Янина Викмайер Хезер Уотсон   | 6-3 6-4        |

#### Поражения (1)
| №  | Дата         | Турнир            | Покрытие | Партнёрша | Соперницы в финале             | Счёт    |
| 1. | 4 марта 2018 | Индиан-Уэллс, США | Хард     | Ваня Кинг | Янина Викмайер Тейлор Таунсенд | 4-6 4-6 |